# 사랑이 꽃피는 나무
《사랑이 꽃피는 나무》는 1987년 5월 11일부터 1991년 7월 3일까지 KBS에서 방영되었던 청춘드라마 작품이다.
1기는 1987년 5월 11일부터 1990년 7월 18일까지, 2기는 출연자와 작가를 교체하여 1990년 7월 25일부터 1991년 7월 3일까지 방영되었다.
2019년 KBS디지털미디어국에서는 1987년 1기 1화부터 유튜브채널 옛날티비를 통해 풀영상을 순차적으로 공개하고있다

## 방송 일정
| 방송 채널                          | 방송 기간                          | 방송 시간                    |
| KBS 2TV                            |                                    |                              |
| ---------------------------------- | ---------------------------------- | ---------------------------- |
| KBS 2TV                            | 1987년 5월 1일 ~ 1987년 7월 6일    | 매주 월요일 저녁 8:00 ~ 8:50 |
| KBS 2TV                            | 1990년 10월 31일 ~ 1991년 4월 24일 | 매주 수요일 저녁 8:00 ~ 8:50 |
| KBS 1TV                            |                                    |                              |
| 1987년 7월 14일 ~ 1987년 10월 6일  | 매주 화요일 저녁 7:45 ~ 8:35       |                              |
| 1987년 10월 14일 ~ 1988년 4월 20일 | 매주 수요일 저녁 7:45 ~ 8:30       |                              |
| 1988년 4월 27일 ~ 1989년 3월 1일   | 매주 수요일 저녁 8:10 ~ 9:00       |                              |
| 1989년 3월 8일 ~ 1990년 10월 24일  | 매주 수요일 저녁 7:40 ~ 8:30       |                              |
| 1991년 5월 29일 ~ 1991년 7월 3일   | 매주 수요일 저녁 7:40 ~ 8:30       |                              |

## 등장 인물

### 1기(1987-1990)
- 송재호 : 한재호(한수진·수정·수영의 아버지) 역
- 김창숙 : 이창숙(한수진·수정·수영의 어머니) 역 - 찬우의 누나
- 안정훈 : 한수진 역 - 맏아들
- 이상아 : 한수정 역 - 맏딸
- 김민희 : 한수영 역 - 막내딸
- 최재성 : 이찬우 역 - 한수진·수정·수영의 막내 외삼촌, 의대생
- 최수지 : 은석영 역 - 이찬우의 애인, 미대생
- 최수종 : 김현우 역 - 의대생
- 최성준 : 원동민 역
- 이미연 : 장미영 역 - 간호사
- 손창민 : 최성훈 역
- 차철순 : 길상철 역
- 김숙경 : 성정혜 역
- 정재곤 : 최승원 역 - 성훈의 동생
- 최란 : 한진우(한수진·수정·수영의 고모) 역 - 대학조교
- 서학 : 서승기(한수진·수정·수영의 고모부) 역 - 의대 교수
- 여운계 : 방장숙(정혜 어머니) 역
- 이순재 : 이백현(의대 학장) 역
- 서승현 : 박순자(김현우의 어머니) 역
- 최호진 : 한수진의 친구 역
- 이재학 : 한수정의 남자 친구 역
- 김혜선 : 한수진의 여자 친구 역
- 이한나 : 한수정의 직장 상사 역
- 안승훈 : 한수정의 직장 동료 역
- 김원미 : 한수정의 직장 동료 역
- 신애라 : 신영선 역
- 오현경 : 사정숙(성훈의 미팅녀) 역
- 조재현 : 금두래(여행사 직원) 역
- 최선자 : 황일숙(성훈·승원의 어머니) 역
- 노재희 : 장경호 역 - 미영의 동생
- 손지창
- 김선경
- 조하문
- 박혜성
- 안문숙
- 최석구
- 박주아
- 이치우
- 진영미
- 최종수
- 원준 : 조상규 역 - 경기도 수원(장안구)에 친가가 있는, 1988년 예정의 미국 하와이 호놀룰루 유학 예정으로 1987년 당시 원숭이띠 만19세 하와이 유학 준비생.
- 박경득 : 조성원 역 - 조상규의 아버지 - 경기도 평택 오성면 토박이 출신이자, 경기도 수원 장안구 지역의 원예기사.
- 박예숙 : 봉혜숙 역 - 조상규의 어머니 - 충청남도 부여 은산면 은산댁.
- 권혁호 : 조낙창 역 - 조상규의 사촌 형 - 경기도 평택 오성면 토박이 출신. 토끼띠 출신이기도 하며 1982년에 경기 평택 팽성읍 읍내 팽성농고 졸.
- 김동수 : 조상백 역 - 조상규의 6촌 남동생 - 1987년 여름 방학 때 잠시 귀국한 당시 말레이시아 콸라룸푸르 유학 4년차 쥐띠생 만15세 중학교 3학년.
- 전병옥 : 조대원 역 - 조상백의 친삼촌 - 조상규의 5촌 종숙부 - 1987년 여름 방학 때 잠시 귀국한 당시 말레이시아 콸라룸푸르 교포.
- 김시원 : 황정국 역 - 조상백의 외삼촌 - 1987년 여름 방학 때 잠시 귀국한 당시 말레이시아 콸라룸푸르 교포.
- 황범식 : 배상발 역 - 배주한의 아버지.
- 연운경 : 연희원 역 - 배주한의 어머니.
- 주한울 : 배주한 역
- 유명순 : 유영순 역 - 배상발의 모친 - 배주한의 친조모.
- 구보석 : 배상보 역 - 배상발의 첫째 남동생.
- 송영웅 : 배상웅 역 - 배상발의 둘째 남동생.
- 오현섭 : 배상섭 역 - 배상발의 막내 남동생.
- 손영순 : 손은숙 역 - 연희원의 모친 - 배주한의 외조모.
- 이미경 : 연희숙 역 - 연희원의 여동생.
- 최항석 : 연희석 역 - 연희원의 첫째 남동생.
- 최수훈 : 연희수 역 - 연희원의 막내 남동생.
- 이주경 : 연희경 역 - 연희원의 막내 여동생.
- 홍성숙
- 신원균
- 신용규
- 정재은
- 이정웅
- 김병식
- 유현주

### 2기(1990-1991)
- 장항선 : 우문기 역 - 우선엽의 아버지, 목수 - 한재호(시즌 1기 캐릭터 중 일원)의 외갓댁 외가친척 이종사촌 남동생
- 오미연 : 노숙자 역 - 우선엽의 어머니
- 김영옥 : 정은숙 역 - 우선엽의 할머니 - 한재호(시즌 1기 캐릭터 중 일원)의 막내 이모
- 이미연 : 유수인 역 - 하숙생이자 철학과 학생, 대학신문사 기자
- 김보성 : 우선엽 역 - 복싱선수 지망생
- 임종순 : 차영걸 역 - 신문방송학과 학생
- 김세준 : 나정태 역 - 연극영화학과 학생
- 박은영 : 엄정화 역 - 연극영화학과 학생
- 홍일권 : 한욱 역 - 철학과 학생
- 주희 : 주희숙 역 - 연극영화학과 학생
- 이연정 : 우연정 역 - 우선엽의 여동생
- 장덕수 : 우덕엽 역 - 우선엽의 남동생
- 한진희 : 최도형(최 PD) 역 - 현직 PD 겸 연극영화과 강사
- 양미경 : 박내경(박 교수) 역 - 연극영화학과 담당 지도교수
- 이청 : 이청식 역 - 대학 방송국 이 국장
- 최원형 : 여광욱 역 - 1991년 2월 초순, 대학 방송국 이청식 국장의 같은 초등학교 동기동창 동갑내기 강원 속초 고향 친구
- 선동혁 : 송홍부 역 - 연극영화학과 주희숙 학생의 막내 외삼촌
- 장정희 : 송원진 역 - 연극영화학과 주희숙 학생의 막내 이모
- 이정섭 : 양근정 역 - 연극영화학과 주희숙 학생의 엄마 송씨 부인의 친정 막내 외삼촌
- 박현정
- 강신범
- 박민아
- 안문숙
- 최석구
- 최은숙
- 조병기
- 김나운
- 이혜근

## 제작진
- 극본 : 박리미(1기), 서영명(2기)
- 연출 : 운군일(1기 초반, 2기), 이영희(1기 후반)

## 같이 보기
- 내일은 맑음 (1992년 ~1993년)
- 우리들의 천국 (1990년 ~ 1994년, 문화방송)
- 사랑이 꽃피는 교실 (1994년 ~ 1996년)
- 사랑이 꽃피는 계절 (1996년)
- 맥랑시대 (후속작)

| 백상예술대상 《TV부문 대상》 |                                                  |           |
| 1989년                       | 1990년 사랑이 꽃피는 나무, 평화 멀지만 가야할 길 | 1991년    |
| 김혜자                       | 1990년 사랑이 꽃피는 나무, 평화 멀지만 가야할 길 | 제2공화국 |
|                              |                                                  |           |
|                              | (공동)                                           |           |

| 백상예술대상 《TV부문 작품상 (드라마)》 |                           |           |
| 1989년                                  | 1990년 사랑이 꽃피는 나무 | 1991년    |
| 사로잡힌 영혼                           | 1990년 사랑이 꽃피는 나무 | 제2공화국 |
|                                         |                           |           |
|                                         |                           |           |